# Anna Karlsdotter (Vinstorpaätten)
Anna Karlsdotter, född på 1400-talet, död 1552, var en svensk godsägare och adelsdam. Inom sägnernas värld har hon gått till historien som en av de tänkbara förebilderna till Pintorpafrun. Hon var mormor till drottning Margareta Eriksdotter (Leijonhufvud).

## Biografi
Anna Karlsdotter var dotter till riksrådet Karl Bengtsson (k.1454-1495) av Vinstorpaätten III och Katarina "Karin" Lagesdotter Sparre av Vik (d. 1493), och äldre syster till riddaren och riksrådet Örjan Karlsson (k.1488-1500).
Hon gifte sig 29 juni 1488 med Erik Karlsson (Vasa), herre till Stäkeholm och Rumlaborg, en kusin till Gustav Vasas far. Hennes make blev ihjälskjuten den 20 mars 1491 sedan han försökt våldgästa en kyrkoherde vid Tynnelsö. Hon gifte om sig 1492 med Erik Eriksson (Gyllenstierna) d.y., som i sin tur blev ihjälslagen den 19 juli 1502 sedan han kapitulerat för danskarna vid Älvsborg.
Anna var den sista av Vinstorpaätten IV, som bodde på Vinstorps säteri vid Ulricehamn, och var som sådan arvtagare till en rad gods. Hon lämnade som änka gården Vinstorpa i Västergötland och köpte 1508 godset Pinntorp i Sörmland, som hon sedan skötte "med kraftfull hand" i nästan femtio år. Hon fortsatte dessutom att förvärva gods i Västergötland och blev en storgodsägare. Hennes svärson lånade 1520 pengar av henne för att kunna hysa in sin maka, hennes dotter Ebba och deras barn, i Västerås kloster då han var på väg till kröningen i Stockholm, som skulle leda till att han avrättades under Stockholms blodbad, vilket ledde till att Ebba och barnen, till skillnad från andra anhöriga till de avrättade, inte fördes till Danmark som gisslan.
Som självständig änka och familjeöverhuvud hade hon rustningsplikt mot sin släkting, kung Gustav Vasa, som besteg tronen 1523. Hennes dotterdotter Margareta Eriksdotter (Leijonhufvud) blev år 1536 genom äktenskap med Gustav Vasa Sveriges drottning. Liksom Margaretas övriga släktingar mottog hon en del fördelar, så som att behålla saköre och ta upp skatt från sina bönder, och hon mottog också ytterligare jord från kungen.
Anna har utpekas som en tänkbar förebild till den beryktade pintorpafrun, som var känd för sin grymhet mot sina torpare. Det finns inga källor som säger att Anna Karlsdotter var en grym slottsfru som torterade torparna på sitt gods, men som änka och oberoende godsägare beskrivs hon som en påstridig person som inte tvekade att bedriva processer och tvister om sitt arv efter sina män och andra landstvister. Under 1520-talet var hon indragen i en rad tvister till och med med riksråd om olika landrättigheter och förvärvande av nya gods. Hon utnyttjade även den rätt som hade införts genom reformationen i Sverige efter Västerås riksdag 1527, som innebar att ättlingarna till personer som donerat mark till kyrkan hade rätt att återkräva den. Anna hamnade i konflikt med kungen då hon utan tillstånd på eget initiativ återtagit gåvobrev från Skara, "så godt som med våld, men anbefalldes i ett strängt kungabref att återlemna desamma till Kongl. Maj:t": hon tillrättavisades också av kungen för att ha uppfört fler gårdar än hon hade rätt till och därmed inkräktat på både kronans jord och böndernas allmänningar och betesmark.
Anna avled dog 1552 och begravdes den första maj i Dalums kyrka.

## Barn
Barn med Erik Karlsson (Vasa):
1. Kettil Eriksson Vasa f. 1485 d. ung
2. Karl Eriksson Vasa f. 1486 d. ung
3. Johan Eriksson Vasa f. 1487 d. ung
4. Margareta Eriksdotter (Vasa) (1489-1541/44)
5. Ebba Eriksdotter (Vasa) (1491-1549). Gift 1512 och mor till Margareta Eriksdotter (Leijonhufvud).

Barn med Erik Eriksson (Gyllenstierna) d.y.:
1. Magdalena Eriksdotter (-1584), gift 1525 med riksrådet Ture Arvidsson Trolle
2. Göran Eriksson (-1576), stamfader för Fågelviksgrenen av ätten Gyllenstierna.
3. Elin Eriksdotter (okända levnadsår)
4. Karin Eriksdotter (-1562), gift före 1516 med Erik Trolle.
5. Karl Eriksson (-1541), stamfader för Vinstorpsgrenen av ätten Gyllenstierna.
6. Klas Eriksson (okända levnadsår)
7. Kristina Eriksdotter, död 1561, gift 1515 med riksrådet Knut Bengtsson (Sparre av Hjulsta och Ängsö), död 1521, gift 1528 med väpnaren och riksrådet Lars Turesson (Tre Rosor).